# La Comète (cinéma)
Pour les articles homonymes, voir La Comète et Comète.
Le cinéma La Comète est une salle de cinéma à situées au 5 rue des Fripiers à Châlons-en-Champagne, région Grand-Est.

## Historique
C'est l'un des acteurs culturels du centre ville avec la Centre national des arts du cirque, Musée des Beaux-Arts et d'Archéologie, la Bibliothèque Georges-Pompidou et la Duduchothèque. Elle dotée d’une salle de cinéma « art et essai » d'une capacité de 153 places et d’une salle d’exposition servant aux ateliers et aux rencontres.